# Stade Ukraina
 (avril 2025).
Si vous disposez d'ouvrages ou d'articles de référence ou si vous connaissez des sites web de qualité traitant du thème abordé ici, merci de compléter l'article en donnant les références utiles à sa vérifiabilité et en les liant à la section « Notes et références ».
Le stade Ukraina (en ukrainien : Стадіон Україна) est un stade de football basé à Lviv en Ukraine. Il est utilisé par le Karpaty Lviv. Le Stade Ukraina peut accueillir 28 051 personnes.
Sous la domination soviétique, il était surnommé Droujba, signifiant amitié.

## Histoire
Le premier match au Droujba a eu lieu le 18 août 1963 avec la défaite du FK Žalgiris Vilnius (0-1).
Pour l'organisation du Championnat d'Europe de football 2012, la ville de Lviv a décidé de construire un nouveau stade, le stade Lemberg, aujourd'hui appelé Arena Lviv .

## Événements
- Finale du championnat d'Ukraine de football 1992, 21 juin 1992

## Galerie

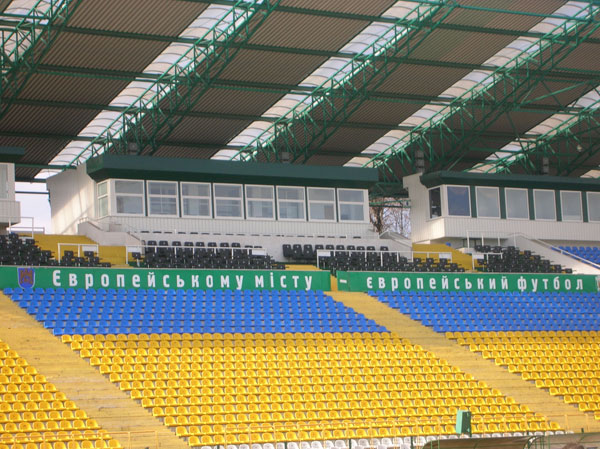
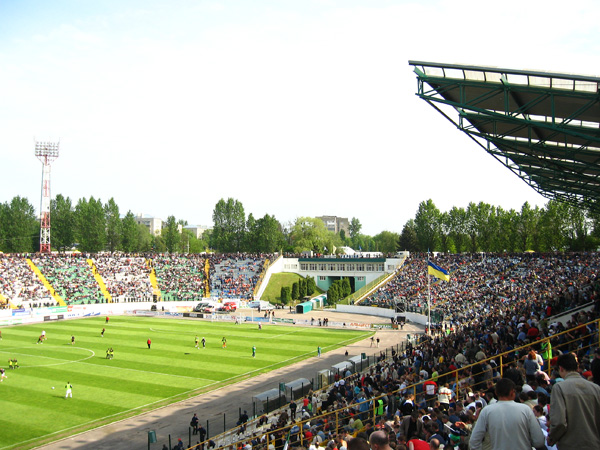
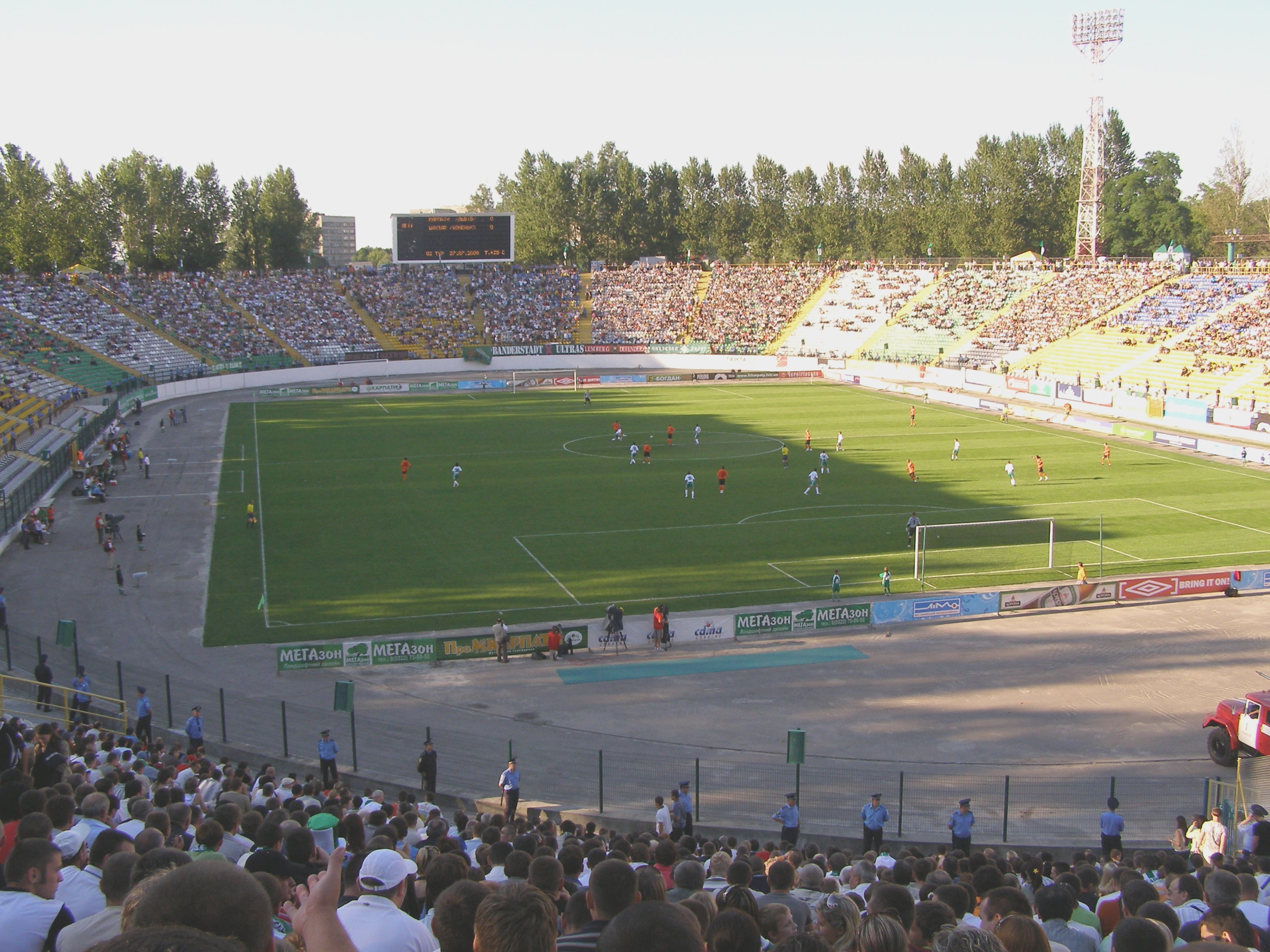
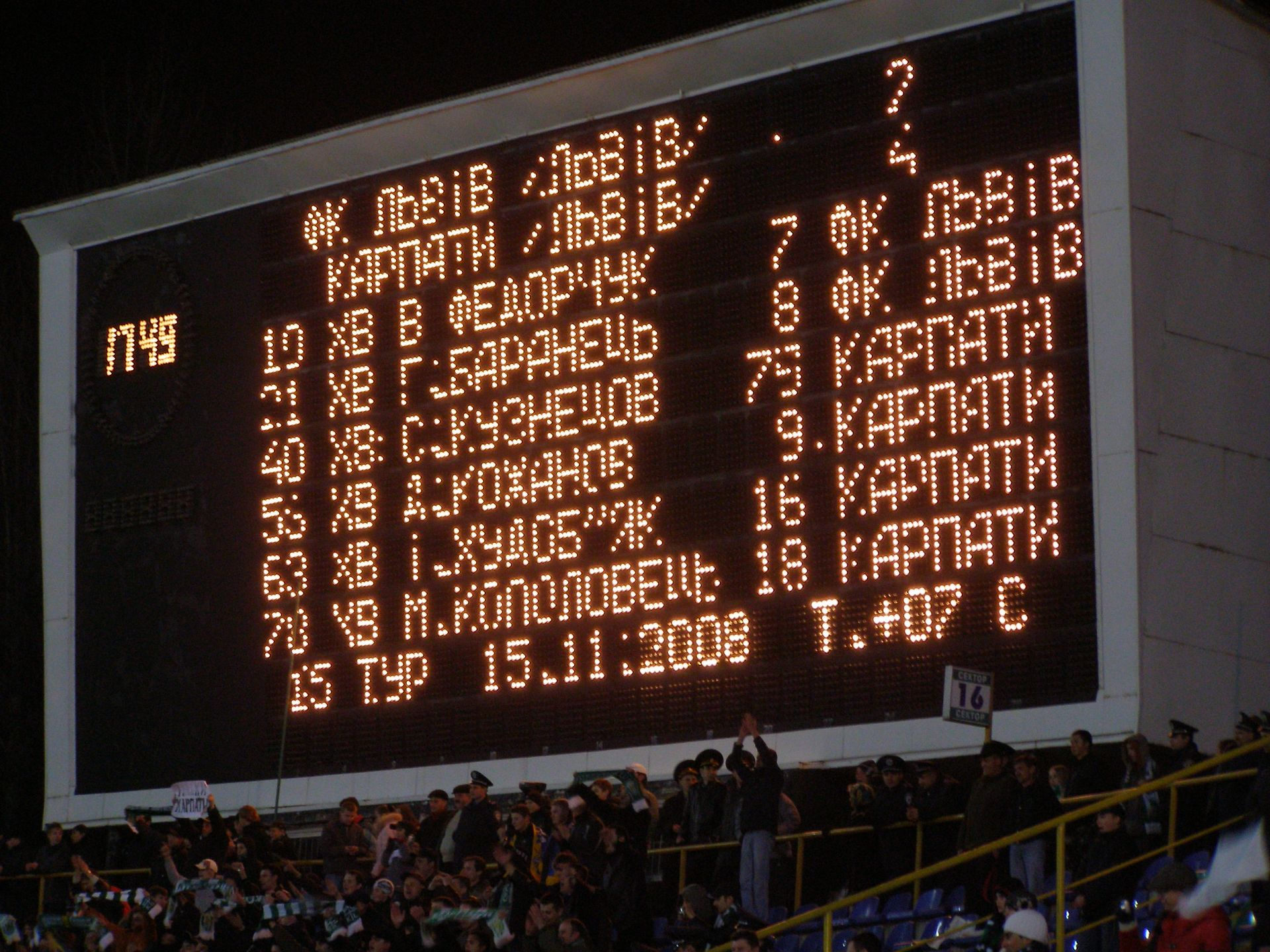